# Eric Brunner (voetballer)
Eric Brunner (Dublin, 12 februari 1986) is een voormalig Duits-Amerikaans voetballer die zijn carrière afsloot bij Houston Dynamo.

## Clubcarrière
Brunner werd als zestiende gekozen in de MLS SuperDraft 2008 door New York Red Bulls. Brunner bleek al snel overbodig bij New York en tekende op 20 mei 2008 een contract bij Miami FC uit de USL First Division. Hij debuteerde als invaller op 14 juni 2008. In 2009 tekende hij weer bij een club uit de MLS, Columbus Crew. Daar maakte hij zijn debuut op 11 april 2009 tegen Colorado Rapids. Zijn eerste professionele doelpunt maakte hij op 20 juni 2009 tegen FC Dallas. Na twee seizoen bij Columbus Crew werd hij op 24 november 2010 gekozen door Portland Timbers in de MLS Expansion Draft 2011. Bij Portland werd hij in zijn eerste seizoen direct basisspeler. Hij speelde in tweeëndertig wedstrijden waarvan eenendertig in de basis. In zijn tweede seizoen kwam hij minder aan spelen toe. Hij speelde in dertien wedstrijden waarvan tien in de basis. Op 3 december 2012 tekende hij bij Houston Dynamo waar hij in zijn eerste seizoen in dertien competitiewedstrijden speelde waarvan negen in de basis. Aan het einde van het seizoen in 2014 kondigde hij aan te stoppen met het spelen van betaald voetbal.